# An Ninh
An Ninh è un comune del Vietnam, nella provincia di Quang Binh. Nel 1999 contava 8.988 abitanti.